# All Out (2023)
All Out 2023 fue la quinta edición de All Out, un evento de lucha libre profesional producido por la empresa estadounidense All Elite Wrestling. Tuvo el 3 de septiembre de 2023 desde el United Center en Chicago, Illinois. Este evento se celebrará una semana después de All In.

## Producción
All Out es un pago por evento (PPV) que se celebra anualmente alrededor del Día del Trabajo por All Elite Wrestling (AEW). Es uno de los eventos PPV principales de AEW, que incluye Double or Nothing, Full Gear y Revolution, sus cuatro programas más importantes producidos trimestralmente.
Durante Forbidden Door, AEW anunció que la quinta edición de All Out tendría lugar el 3 de septiembre en el United Center de Chicago, Illinois, rompiendo su tradición anterior de celebrarse en el Now Arena, situado en el suburbio de Chicago de Hoffman Estates, Illinois-no incluyendo el evento 2020 debido a la pandemia de COVID-19 de ese año. Además, como parte de la semana de All Out, se reveló que los programas de televisión semanales Dynamite y Rampage, se celebrarían en el Now Arena el 30 de agosto, con Dynamite  el 1 de septiembre con Rampange y luego Collision emitiéndose en directo desde el United Center el 2 de septiembre la noche antes de All Out.

## Antecedentes
El 21 de julio en Rampage, Darby Allin ganó la Batalla Real de Royal Rampage para ganar un combate por el Campeonato TNT de AEW contra Luchasaurus en All Out.
El 12 de agosto en Collision, en la entrevista en el ring, Powerhouse Hobbs dijo que el próximo capítulo de su libro está etiquetado como redención y que necesitaba llamar a "El Redentor". Miro salió pero fue atacado por Nick Comoroto y Aaron Solo. Miro despejó a Comoroto y Solo del ring, pero Hobbs lo atacó. Hobbs dejó caer su libro sobre el pecho de Miro. La semana siguiente en Fight for the Fallen, después del combate de Hobbs, Miro apareció en la pantalla grande y dijo que, al igual que Hobbs, solía confiar en un libro para guiarse y se rodeaba de distracciones. Miro dijo que ahora camina solo y dijo que no está allí para enemistarse con su dios, está allí para reemplazarlo. Miro habló de redención y dijo que él no tiene dios, pero Hobbs no porque ahora le reza. Más tarde, un combate entre Miro y Hobbs fue anunciado oficialmente para All Out . Durante el Zero Hour de All In, firmaron el contrato para la lucha que terminó en una pelea.
El 23 de agosto en Fyter Fest, Ruby Soho advirtió a Kris Statlander que iría por ella y por el Campeonato TBS de AEW. En Rampage de la misma semana, Statlander atacó a Soho que intentó interferir en un combate de The Outcasts. En Collision de la misma semana, Soho retó oficialmente a Statlander por el Campeonato TBS en All Out, que Statlander aceptó.
En All In, Konosuke Takeshita derrotó a Kenny Omega en un combate por equipos de seis hombres para dar la victoria a su equipo. Durante la rueda de prensa de All In, el presidente de AEW, Tony Khan, anunció que Omega se enfrentaría a Takeshita en All Out después de que Don Callis solicitara el combate.
Durante semanas, Orange Cassidy había estado involucrado en disputas con el Blackpool Combat Club (Jon Moxley, Claudio Castagnoli y Wheeler Yuta). El 16 de agosto, durante Fight for the Fallen, retuvo el Campeonato Internacional de AEW contra Yuta. En All In, poco más de una semana después, consiguió la victoria para su equipo en el combate Stadium Stampede al derrotar a Castagnoli. Durante la rueda de prensa posterior a All In, Cassidy dijo que, tras derrotar a Yuta y Castagnoli, ahora quería derrotar a Moxley. Se anunció entonces que si Cassidy retenía el Campeonato Internacional en el episodio del 30 de agosto de Dynamite, tendría la oportunidad de enfrentarse a Moxley en una defensa del título en All Out. Cassidy retuvo, programando así oficialmente el combate.

## Resultados
- Zero Hour: "Hangman" Adam Page ganó el Over Budget Charity Battle Royal (13:15).
  - Page eliminó finalmente a Brian Cage, ganando la lucha.
  - Los otros participantes fueron: Tony Nese, Serpentico, Jake Hager, Matt Menard, Shawn Spears, Daniel Garcia, Komander, Dalton Castle, Angelo Parker, Darius Martin, Kaun, Toa Liona, Chuck Taylor, Mark Davis, Scorpio Sky, Action Andretti, Kyle Fletcher y Trent Beretta.
- Zero Hour: Hikaru Shida, Willow Nightingale & Skye Blue derrotaron a Athena, Diamante & Mercedes Martinez (8:30).
  - Blue cubrió a Diamante después de un «Skye Fall».
- Zero Hour: The Acclaimed (Max Caster, Anthony Bowens & Billy "Daddy Ass") (con Dennis Rodman) derrotó a Jeff Jarrett, Jay Lethal & Satnam Singh (con Sonjay Dutt & Karen Jarrett) y retuvo el Campeonato Mundial de Tríos de AEW (5:57).
  - Caster cubrió a Lethal después de un «Mic Drop».
  - Durante la lucha, Dutt y Karen interfirieron a favor de Lethal, Jeff y Singh, mientras que Rodman lo hizo a favor de The Acclaimed.
- Better Than You Bay Bay (MJF & Adam Cole) derrotó a The Dark Order (Alex Reynolds & John Silver) (con Evil Uno) y retuvo el Campeonato Mundial en Parejas de ROH (14:05).
  - Cole cubrió a Reynolds después de un «Double Clothesline».
  - Durante la lucha, Uno interfirió a favor de The Dark Order.
  - Durante la lucha, MJF tuvo una lesión (kayfabe), por lo que fue retirado de la lucha, pero regresaría más tarde.
- Samoa Joe derrotó a Shane Taylor y retuvo el Campeonato Mundial Televisivo de ROH (6:25).
  - Joe forzó a Taylor a rendirse con un «Coquina Cluch».
  - Antes de la lucha, Joe y MJF se atacaron mutuamente, mientras este último abandonaba el ringside tras la lucha anterior.
- Luchasaurus (con Christian Cage) derrotó a Darby Allin (con Nick Wayne) y retuvo el Campeonato TNT de AEW (12:20).
  - Luchasaurus cubrió a Allin después de un «Hidden Blade».
  - Durante la lucha, Cage interfirió a favor de Luchasaurus, mientras que Wayne lo hizo a favor de Allin.
  - Después de la lucha, Luchasaurus y Cage intentaron atacar a Allin y Wayne, pero fueron detenidos por varios luchadores.
- Miro derrotó a Powerhouse Hobbs (15:40).
  - Miro forzó a Hobbs a rendirse con un «Game Over».
  - Después de la lucha, Hobbs atacó a Miro, pero fue detenido por CJ Perry.
  - Después de la lucha, Miro atacó a Hobbs con una silla.
  - Este fue el debut de Perry en AEW.
- Kris Statlander derrotó a Ruby Soho (con Saraya) y retuvo el  Campeonato TBS de AEW (12:25).
  - Statlander cubrió a Soho después de un «Saturday Night Fever».
  - Durante la lucha, Saraya interfirió a favor de Soho, mientras que Toni Storm lo hizo a favor de Statlander, traicionando a The Outcasts cambiando a face.
- Bryan Danielson (con Ricky Steamboat) derrotó a Ricky Starks (con Big Bill) en un No Disqualification Strap Match (16:40).
  - Danielson ganó la lucha tras dejar inconsciente a Starks con un «LeBell Lock» utilizando la correa.
  - Durante la lucha, Bill interfirió a favor de Starks, mientras que Steamboat lo hizo a favor de Danielson.
  - Antes de la lucha, Starks atacó a Danielson con una correa.
- Blackpool Combat Club (Claudio Castagnoli & Wheeler Yuta) derrotaron a Eddie Kingston & Katsuyori Shibata (15:55).
  - Castagnoli cubrió a Kingston después de un «European Uppercut».
- Konosuke Takeshita (con Don Callis) derrotó a Kenny Omega (22:30).
  - Takeshita cubrió a Omega después de un «Wagamama Knee Strike» con la rodilla al descubierto.
  - Durante la lucha, Callis interfirió a favor de Takeshita.
- Bullet Club Gold (Jay White, Juice Robinson, Austin Gunn & Colten Gunn) derrotaron a The Young Bucks (Matt Jackson & Nick Jackson) & FTR (Cash Wheeler & Dax Harwood) (21:35).
  - Colten cubrió a Wheeler después de un «Blade Runner» de White.
- Jon Moxley derrotó a Orange Cassidy y ganó el Campeonato Internacional de AEW (19:50).
  - Moxley cubrió a Cassidy después de un «Paradigm Shift».

## Secuelas
Producto del altercado físico que tuvieron Jack Perry y CM Punk tras bastidores momentos antes del combate de apertura de Punk con Samoa Joe en All In. Perry y Punk fueron suspendidos por el altercado, lo que significa que ninguno de los dos podrá participar en All Out. Tras la investigación, el Comité de Disciplina de AEW se reunió y más tarde con un asesor legal externo antes de hacer una recomendación unánime a Tony Khan de que Punk fuera despedido con causa, y efecto inmediato. La terminación fue confirmada el sábado 2 de septiembre de 2023 por Khan, CEO, Gerente General y Jefe Creativo de AEW.